# Lidia Rouslanova
Pour les articles homonymes, voir Rouslanova.
Lidia Andreïevna Rouslanova (en russe : Лидия Андреевна Русланова), née le 27 octobre 1900 dans le gouvernement de Saratov et décédée le 21 septembre 1973 à Moscou, est une célèbre chanteuse russe de chansons populaires.

## Biographie
Lidia Rouslanova naquit près de Saratov, dans une famille de paysans Vieux Croyants et fut baptisée Agafia (Agathe en français). (selon d'autres : Praskovia Leïkina (Прасковья Лейкина). Mais ses parents moururent alors qu'elle avait 5 ans — son père, Andreï Leïkine, fut tué au cours de la guerre russo-japonaise et sa mère Tatiana (d'origine mordve erziane) mourut peu après. Aussi passa-t-elle la majeure partie de son enfance dans un orphelinat. Elle commença à chanter dans la chorale des enfants de la paroisse locale et devint rapidement soliste.
Son oncle la fit embaucher dans une fabrique de meubles, où elle chantait tout en travaillant. Un des propriétaires de l'usine l'entendit et lui recommanda d'aller étudier au conservatoire de Saratov, mais ces études lui déplurent. Pendant la Première Guerre mondiale, elle travailla dans un train-hôpital et rencontra Vitali Stepanov, avec lequel elle eut un enfant, né en mai 1917. Il la quitta au bout d'un an en raison de son mode de vie très instable. Elle aurait ensuite épousé un autre homme, mort au cours de la guerre civile, mais qui lui aurait laissé son nom.
Lidia Rouslanova commença à chanter sur scène à l'âge de 16 ans, devant un public de militaires, chantant tout ce qu'elle connaissait. Elle chanta ensuite pour les soldats pendant la guerre civile et débuta comme chanteuse professionnelle en 1923, à Rostov-sur-le-Don. Elle se fit remarquer pour sa voix au timbre particulier, qui rappelait les vieilles traditions, lorsque des femmes solistes chantaient à l'occasion de fêtes. Jusqu'en 1929, elle vécut avec un fonctionnaire de la Tchéka, puis se remaria, cette fois avec Vladimir Krioukov.
Dans les années 1930, Lidia Rouslanova devint extrêmement populaire. Elle était artiste des entreprises de musique, de variétés et de cirque de l'État et se produisit à travers tout le pays jusqu'à la guerre. Pendant la Seconde Guerre mondiale, elle allait d'un front à l'autre, soutenant le moral des soldats par ses chansons patriotiques, en particulier Katioucha et Valenki, qui avaient été écrites spécialement pour elle. Elle chanta devant les soldats à Elna en juillet 1941, alors que des combats féroces se déroulaient à proximité, et plusieurs fois à Léningrad pendant le siège. Elle chanta devant la carcasse encore fumante du palais du Reichstag pendant la bataille de Berlin. Rouslanova était l'une des femmes les plus riches d'Union soviétique et finança la fabrication de deux batteries de lance-roquettes Katioucha, qu'elle présenta à l'Armée rouge en 1942. La même année, elle fut distinguée comme artiste émérite de la République socialiste fédérative soviétique de Russie. Son talent fait sa fortune. Lidia Rouslanova possédait une grande collection de bijoux et d'objets d'art. 
Ses manières rudes et son langage osé séduisaient à tel point les soldats qu'elle en vint à être considérée comme une menace par les autorités soviétiques. En 1948, le mari de Lidia Rouslanova, le général Vladimir Krioukov, fut arrêté en raison de ses relations avec le maréchal Joukov. Deux ans plus tard, Lidia Rouslanova fut arrêtée à son tour et on voulut lui faire signer une déclaration suivant laquelle son mari était un traître. Elle refusa et fut condamnée à dix ans de camp de travail. Tous les biens de la famille furent confisqués. Au Goulag, Lidia Rouslanova devint une star, adulée par les détenus comme par l'administration. Aussi fut-elle transférée dans une cellule de la prison de Vladimir (Vladimirski Tsentral).
Après la mort de Staline, elle fut libérée le 4 août 1953. Après trois années d'emprisonnement, elle était amaigrie, avait les cheveux gris et marchait avec difficulté. Toutefois, elle se remit presque aussitôt à chanter. Pendant des années, les journaux ne mentionnèrent pas son séjour en prison. Lidia Rouslanova présida le premier Festival de chansons de l'Union soviétique, avec Léonid Outiossov, Mark Bernes et Klavdia Chouljenko. Elle continua à chanter jusqu'à sa mort en 1973, à l'âge de 72 ans. Elle est enterrée au cimetière de Novodevitchi à Moscou.

## Hommages
Un cratère de Vénus a été nommé Ruslanova en son honneur.
Le 7 décembre 2001, sur la façade de l'immeuble au 66, Leninski prospect à Moscou, où la chanteuse a vécu ses vingt dernières années, a été apposée une plaque commémorative - œuvre de Salavat Chtcherbakov.

## Bibliographie

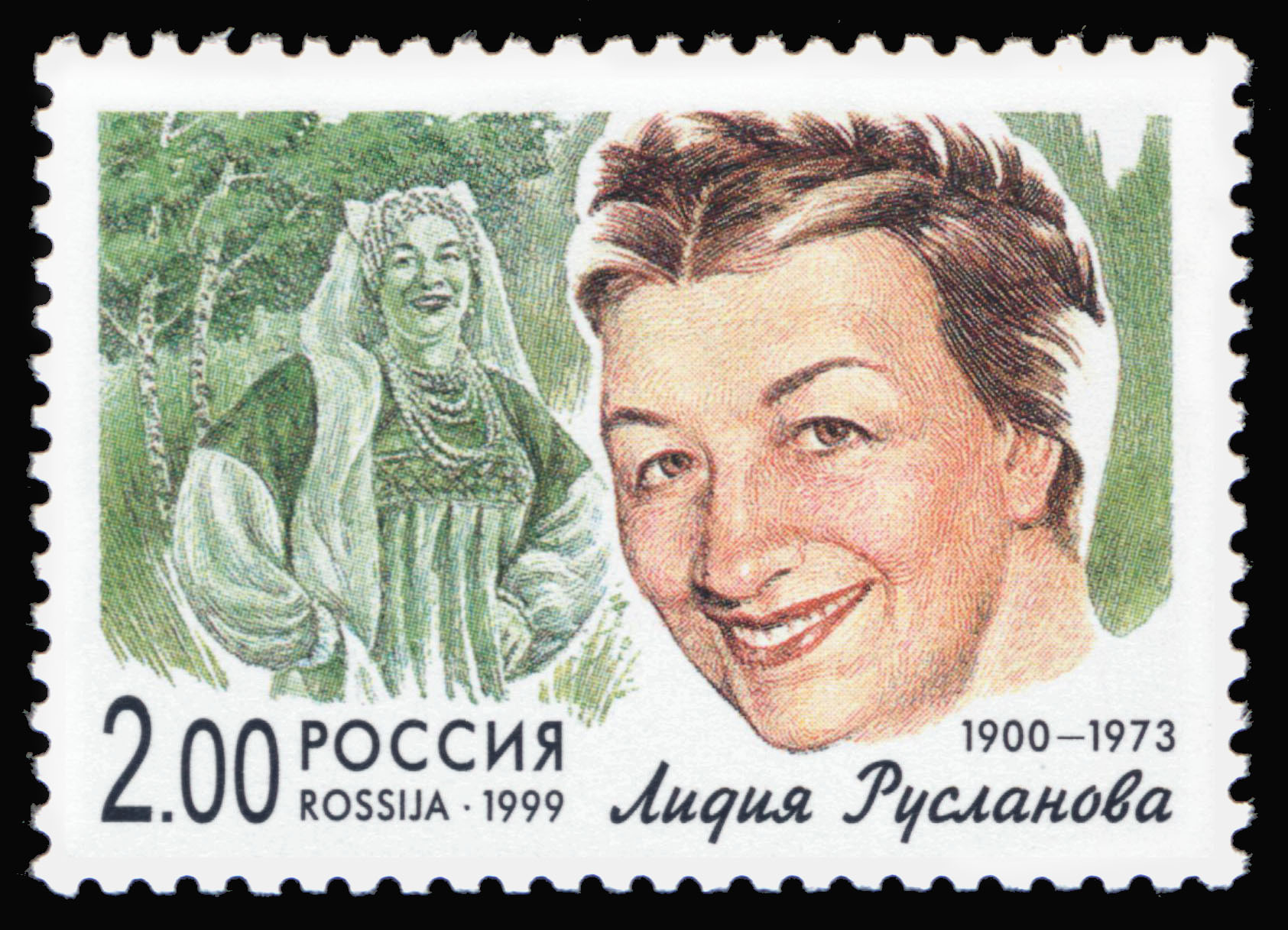
Timbre de Russie à l'effigie de Lidia Rouslanova émis en 1999.

## Source
- (en) Cet article est partiellement ou en totalité issu de l’article de Wikipédia en anglais intitulé « Lidia Ruslanova » (voir la liste des auteurs).